# Небезпечні особини
«Небезпечні особини» (англ. Endangered Species) — американський фантастичний трилер 2003 року.

## Сюжет
Майк Салліван керує відділом з розшуку серійних убивць. Але навіть він ніколи не зустрічав нічого подібного. Високий чоловік у шкіряній куртці безжально розстрілює відвідувачок гімнастичного залу. Хтось, схожий на злочинця, всаджує голку з паралізуючою речовиною в іншу гімнастку, і вживляє їй в спину «жучок». Незабаром вдається встановити, що невпізнаних злочинців двоє, вони обидва володіють надлюдськими здібностями і полюють один за одним. Салліван наполегливо продовжує йти по сліду когось або чогось, що може перетворити Землю на поле битви чужинців.

## У ролях
| Актор            | Роль                            |
| ---------------- | ------------------------------- |
| Ерік Робертс     | лейтенант Майк «Саллі» Салліван |
| Арнольд Вослу    | вартівник                       |
| Джон Ріс-Девіс   | Візновські                      |
| Тоні Ло Бьянко   | капітан Танзіні                 |
| Аль Сап'єнца     | Медіна                          |
| Сауліс Сіпаріс   | мисливець                       |
| Джеймс В. Куїнн  | Філ Ямата                       |
| Сара Кайт Кохлан | Сьюзан Салліван                 |
| Міранда Кохлан   | Крістін Салліван                |
| Софі Білдерс     | Кетлін Салліван                 |